# نوكيري كورسي للسيدات 2021
نوكيري كورسي للسيدات 2021 (بالفرنسية: Nokere Koerse voor Dames 2021)‏ هو سباق دراجات هوائية، وهو الموسم رقم 2 من نوكيري كورسي للسيدات، وأقيم في 17 مارس 2021، وامتدّ لمسافة 120 كيلومتر، وهو أحد سباقات سباق الدراجات على الطريق للسيدات 2021، وشارك فيه 115 متسابقاً ووصل إلى نهايته 52 متسابقاً.
فاز بالمركز الأول ايمي بيترز، وبالمركز الثاني غريس براون، وبالمركز الثالث ليزا كلاين.

## الفرق
| فرق سيدات عالمية (9)- ألي بي تي سي ليوبليانا 2021 ‏ - كانيون إس آر إيه إم راسينغ 2021 ‏ - FDJ–Suez ‏ - ليف ريسينغ 2021 ‏ - موفيستار للسيدات 2021 ‏ - إس دي وركس 2021 ‏ - Liv AlUla Jayco ‏ - فريق سنويب للسيدات 2021 ‏ - Lidl–Trek (women's team) ‏ فرق دراجات قارية سيدات (11)- بنجوال شوفالمير 2021 ‏ - Ceratizit Pro Cycling ‏ - دولتشيني فان إيك بروكسيموس 2021 ‏ - دروبز-لي كول 2021 ‏ - لوتو سودال للسيدات 2021 ‏ - مولتم أكاونتس 2021 ‏ - إن إكس تي جي ريسينغ 2021 ‏ - باركهوتل فالكنبورغ 2021 ‏ - جامبو فيسما للسيدات 2021 ‏ - EF Education–Tibco–SVB ‏ - فالكار سيلانس 2021 ‏ |  |
| |  |

## المشاركون
| فريق سنويب للسيدات ‏ DSM | فريق سنويب للسيدات ‏ DSM | فريق سنويب للسيدات ‏ DSM |
| ----------------------- | ----------------------- | ----------------------- |
| م                       | عداء                    | مرتبة                   |
| 1                       | لورينا ويبيس            | 5                       |
| 2                       | فايفر جورجي             | لم يكمل السباق          |
| 3                       | ليا كيرشمان             | لم يكمل السباق          |
| 4                       | فرانشيسكا كوش ‏          | 49                      |
| 5                       | فلورتجي ماكايج          | 33                      |
| 6                       | سوزان أندرسن            | لم يكمل السباق          |

| Liv AlUla Jayco ‏ BEX | Liv AlUla Jayco ‏ BEX | Liv AlUla Jayco ‏ BEX |
| -------------------- | -------------------- | -------------------- |
| م                    | عداء                 | مرتبة                |
| 11                   | جيسيكا ألين          | لم يكمل السباق       |
| 12                   | غريس براون           | 2                    |
| 13                   | Arianna Fidanza ‏     | 14                   |
| 14                   | جيسيكا روبرتس        | لم يكمل السباق       |
| 15                   | سارة روي             | 34                   |
| 16                   | أماندا سبرات (طريق)  | لم يكمل السباق       |

| إس دي وركس ‏ SDW | إس دي وركس ‏ SDW       | إس دي وركس ‏ SDW |
| --------------- | --------------------- | --------------- |
| م               | عداء                  | مرتبة           |
| 21              | جولين ديهور           | 6               |
| 22              | كارول آن كانويل       | لم يكمل السباق  |
| 23              | روكسان فورنييه        | 27              |
| 24              | كريستين ماجروس (طريق) | 10              |
| 25              | ايمي بيترز            | 1               |
| 26              | Lonneke Uneken ‏       | 13              |

| كانيون–إس آر إيه إم ‏ CSR | كانيون–إس آر إيه إم ‏ CSR | كانيون–إس آر إيه إم ‏ CSR |
| ------------------------ | ------------------------ | ------------------------ |
| م                        | عداء                     | مرتبة                    |
| 31                       | Alice Barnes             | 18                       |
| 32                       | Elise Chabbey ‏           | لم يكمل السباق           |
| 33                       | تيفاني كرومويل           | 29                       |
| 34                       | ليزا كلاين               | 3                        |
| 35                       | هانا لودفيغ              | لم يكمل السباق           |
| 36                       | الكسيس ريان              | 21                       |

| موفيستار للسيدات ‏ MOV | موفيستار للسيدات ‏ MOV  | موفيستار للسيدات ‏ MOV |
| --------------------- | ---------------------- | --------------------- |
| م                     | عداء                   | مرتبة                 |
| 41                    | Emma Norsgaard (طريق)  | 8                     |
| 42                    | أود بيانيك             | لم يكمل السباق        |
| 43                    | Jelena Erić (cyclist) ‏ | 45                    |
| 44                    | أليسيا غونزاليس بلانكو | لم يكمل السباق        |
| 45                    | باربرا جوارشي          | لم يكمل السباق        |
| 46                    | شيلا جوتيريز           | لم يكمل السباق        |

| ليف ريسينغ ‏ LIV | ليف ريسينغ ‏ LIV   | ليف ريسينغ ‏ LIV |
| --------------- | ----------------- | --------------- |
| م               | عداء              | مرتبة           |
| 51              | لوت كوبيكي (طريق) | 4               |
| 52              | Valerie Demey ‏    | 47              |
| 53              | أليسون جاكسون     | 32              |
| 54              | Marta Jaskulska ‏  | 46              |
| 56              | Evy Kuijpers ‏     | 43              |

| Lidl–Trek (women's team) ‏ TFS | Lidl–Trek (women's team) ‏ TFS | Lidl–Trek (women's team) ‏ TFS |
| ----------------------------- | ----------------------------- | ----------------------------- |
| م                             | عداء                          | مرتبة                         |
| 61                            | Audrey Cordon-Ragot (طريق)    | لم يكمل السباق                |
| 62                            | أمالي ديديريكسن               | 16                            |
| 63                            | Lauretta Hanson ‏              | 51                            |
| 64                            | كلو هوسكينغ                   | 50                            |
| 65                            | شيرين فان أنروي               | لم يكمل السباق                |
| 66                            | تريكسي ووراك                  | لم يكمل السباق                |

| يو أي أيه تيم ‏ ALE | يو أي أيه تيم ‏ ALE  | يو أي أيه تيم ‏ ALE |
| ------------------ | ------------------- | ------------------ |
| م                  | عداء                | مرتبة              |
| 71                 | مارتا باستيانيلي    | 9                  |
| 72                 | Maaike Boogaard ‏    | 35                 |
| 73                 | يوجينة بوجاك        | 23                 |
| 74                 | Alessia Patuelli ‏   | لم يكمل السباق     |
| 75                 | Urša Pintar ‏ (طريق) | لم يكمل السباق     |

| FDJ–Suez ‏ FDJ | FDJ–Suez ‏ FDJ      | FDJ–Suez ‏ FDJ  |
| ------------- | ------------------ | -------------- |
| م             | عداء               | مرتبة          |
| 81            | Victorie Guilman ‏  | لم يكمل السباق |
| 82            | أوجيني دوفال       | 15             |
| 83            | إميليا فهلين       | 11             |
| 84            | Maëlle Grossetête ‏ | 19             |
| 85            | لورين كيتشن        | لم يكمل السباق |
| 86            | جادي فيل           | لم يكمل السباق |

| EF Education–Tibco–SVB ‏ TIB | EF Education–Tibco–SVB ‏ TIB | EF Education–Tibco–SVB ‏ TIB |
| --------------------------- | --------------------------- | --------------------------- |
| م                           | عداء                        | مرتبة                       |
| 91                          | إيفا بورمان                 | 25                          |
| 93                          | Tanja Erath ‏                | لم يكمل السباق              |
| 94                          | نينا كيسلر                  | لم يكمل السباق              |
| 95                          | كريستين فولكنر              | 31                          |
| 96                          | Eri Yonamine ‏               | 28                          |
| 97                          | ليا ديكسون ‏                 | لم يكمل السباق              |

| Ceratizit Pro Cycling ‏ WNT | Ceratizit Pro Cycling ‏ WNT | Ceratizit Pro Cycling ‏ WNT |
| -------------------------- | -------------------------- | -------------------------- |
| م                          | عداء                       | مرتبة                      |
| 101                        | Laura Asencio ‏             | لم يكمل السباق             |
| 102                        | فرانزيسكا بروس             | لم يكمل السباق             |
| 103                        | ماريا جوليا كونفالونيري    | 7                          |
| 104                        | Julie Norman Leth ‏         | 24                         |
| 105                        | Sarah Rijkes ‏              | لم يكمل السباق             |
| 106                        | Lea Lin Teutenberg ‏        | لم يكمل السباق             |

| جامبو فيسما للسيدات ‏ TJV | جامبو فيسما للسيدات ‏ TJV | جامبو فيسما للسيدات ‏ TJV |
| ------------------------ | ------------------------ | ------------------------ |
| م                        | عداء                     | مرتبة                    |
| 111                      | Nancy van der Burg ‏      | 20                       |
| 112                      | آنا هندرسون              | لم يكمل السباق           |
| 113                      | رومي كاسبر               | 30                       |
| 115                      | بيرنيل ماثيسين           | لم يكمل السباق           |
| 116                      | Karlijn Swinkels ‏        | 17                       |

| فالكار سيلانس ‏ VAL | فالكار سيلانس ‏ VAL   | فالكار سيلانس ‏ VAL |
| ------------------ | -------------------- | ------------------ |
| م                  | عداء                 | مرتبة              |
| 121                | إليسا بالسامو        | 12                 |
| 122                | كيارا كونسوني        | 48                 |
| 123                | Eleonora Gasparrini ‏ | 41                 |
| 124                | Vittoria Guazzini ‏   | 38                 |
| 125                | Silvia Persico ‏      | لم يكمل السباق     |
| 126                | Margaux Vigié ‏       | لم يكمل السباق     |

| لوتو بيليسول للسيدات ‏ LSL | لوتو بيليسول للسيدات ‏ LSL | لوتو بيليسول للسيدات ‏ LSL |
| ------------------------- | ------------------------- | ------------------------- |
| م                         | عداء                      | مرتبة                     |
| 131                       | Danique Braam ‏            | لم يكمل السباق            |
| 132                       | Alana Castrique ‏          | لم يكمل السباق            |
| 133                       | Lone Meertens ‏            | لم يكمل السباق            |
| 134                       | حنا نيلسون                | 42                        |
| 135                       | Elise vander Sande‏        | لم يكمل السباق            |
| 136                       | Jesse Vandenbulcke ‏       | 22                        |

| دروبز ‏ DRP | دروبز ‏ DRP        | دروبز ‏ DRP     |
| ---------- | ----------------- | -------------- |
| م          | عداء              | مرتبة          |
| 141        | Elizabeth Bennett‏ | لم يكمل السباق |
| 142        | إميلي موبيرج      | لم يكمل السباق |
| 143        | Elise Marie Olsen‏ | لم يكمل السباق |
| 144        | Finja Smekal‏      | لم يكمل السباق |
| 145        | April Tacey ‏      | لم يكمل السباق |
| 146        | Alice Towers ‏     | لم يكمل السباق |

| باركهوتل فالكنبورغ ‏ PHV | باركهوتل فالكنبورغ ‏ PHV | باركهوتل فالكنبورغ ‏ PHV |
| ----------------------- | ----------------------- | ----------------------- |
| م                       | عداء                    | مرتبة                   |
| 151                     | Mischa Bredewold ‏       | لم يكمل السباق          |
| 152                     | فيمكا ماركوس            | لم يكمل السباق          |
| 153                     | Marit Raaijmakers ‏      | لم يكمل السباق          |
| 155                     | Amber van der Hulst ‏    | 37                      |

| إن إكس تي جي ريسينغ ‏ NXG | إن إكس تي جي ريسينغ ‏ NXG | إن إكس تي جي ريسينغ ‏ NXG |
| ------------------------ | ------------------------ | ------------------------ |
| م                        | عداء                     | مرتبة                    |
| 161                      | Rozemarijn Ammerlaan ‏    | لم يكمل السباق           |
| 162                      | Cathalijne Hoolwerf ‏     | لم يكمل السباق           |
| 163                      | Julia Borgström ‏         | لم يكمل السباق           |
| 164                      | Amelia Sharpe ‏           | لم يكمل السباق           |
| 165                      | Catalina Soto ‏           | 44                       |
| 166                      | Emily Wadsworth ‏         | لم يكمل السباق           |

| دولتشيني فان إيك بروكسيموس ‏ DVE | دولتشيني فان إيك بروكسيموس ‏ DVE | دولتشيني فان إيك بروكسيموس ‏ DVE |
| ------------------------------- | ------------------------------- | ------------------------------- |
| م                               | عداء                            | مرتبة                           |
| 171                             | Mieke Docx ‏                     | لم يكمل السباق                  |
| 172                             | Christina Schweinberger ‏        | لم يكمل السباق                  |
| 173                             | Kathrin Schweinberger ‏ (طريق)   | 36                              |
| 174                             | Nicole Steigenga ‏               | 39                              |
| 175                             | Marieke de Groot ‏               | لم يكمل السباق                  |
| 176                             | Bryony van Velzen ‏              | 52                              |

| بنجوال شوفالمير ‏ CCT | بنجوال شوفالمير ‏ CCT | بنجوال شوفالمير ‏ CCT |
| -------------------- | -------------------- | -------------------- |
| م                    | عداء                 | مرتبة                |
| 181                  | Nathalie Bex ‏        | لم يكمل السباق       |
| 182                  | ديمي دي جونغ ‏        | لم يكمل السباق       |
| 183                  | ثاليتا دي جونج       | لم يكمل السباق       |
| 184                  | Claudia Jongerius‏    | لم يكمل السباق       |
| 185                  | Justine Ghekiere ‏    | لم يكمل السباق       |
| 186                  | ناتالي فان غوخ       | لم يكمل السباق       |

| أوتوجلاس ويترين ‏ MUL | أوتوجلاس ويترين ‏ MUL | أوتوجلاس ويترين ‏ MUL |
| -------------------- | -------------------- | -------------------- |
| م                    | عداء                 | مرتبة                |
| 191                  | Marijke de Smedt‏     | لم يكمل السباق       |
| 192                  | Lara Defour ‏         | لم يكمل السباق       |
| 193                  | Fien Delbaere ‏       | 40                   |
| 194                  | آن صوفي دويك         | لم يكمل السباق       |
| 195                  | Céline van Houtum‏    | لم يكمل السباق       |
| 196                  | Kylie Waterreus ‏     | 26                   |

| فريق سنويب للسيدات ‏ DSM | فريق سنويب للسيدات ‏ DSM | فريق سنويب للسيدات ‏ DSM |
| ----------------------- | ----------------------- | ----------------------- |
| م                       | عداء                    | مرتبة                   |
| 1                       | لورينا ويبيس            | 5                       |
| 2                       | فايفر جورجي             | لم يكمل السباق          |
| 3                       | ليا كيرشمان             | لم يكمل السباق          |
| 4                       | فرانشيسكا كوش ‏          | 49                      |
| 5                       | فلورتجي ماكايج          | 33                      |
| 6                       | سوزان أندرسن            | لم يكمل السباق          |

| Liv AlUla Jayco ‏ BEX | Liv AlUla Jayco ‏ BEX | Liv AlUla Jayco ‏ BEX |
| -------------------- | -------------------- | -------------------- |
| م                    | عداء                 | مرتبة                |
| 11                   | جيسيكا ألين          | لم يكمل السباق       |
| 12                   | غريس براون           | 2                    |
| 13                   | Arianna Fidanza ‏     | 14                   |
| 14                   | جيسيكا روبرتس        | لم يكمل السباق       |
| 15                   | سارة روي             | 34                   |
| 16                   | أماندا سبرات (طريق)  | لم يكمل السباق       |

| إس دي وركس ‏ SDW | إس دي وركس ‏ SDW       | إس دي وركس ‏ SDW |
| --------------- | --------------------- | --------------- |
| م               | عداء                  | مرتبة           |
| 21              | جولين ديهور           | 6               |
| 22              | كارول آن كانويل       | لم يكمل السباق  |
| 23              | روكسان فورنييه        | 27              |
| 24              | كريستين ماجروس (طريق) | 10              |
| 25              | ايمي بيترز            | 1               |
| 26              | Lonneke Uneken ‏       | 13              |

| كانيون–إس آر إيه إم ‏ CSR | كانيون–إس آر إيه إم ‏ CSR | كانيون–إس آر إيه إم ‏ CSR |
| ------------------------ | ------------------------ | ------------------------ |
| م                        | عداء                     | مرتبة                    |
| 31                       | Alice Barnes             | 18                       |
| 32                       | Elise Chabbey ‏           | لم يكمل السباق           |
| 33                       | تيفاني كرومويل           | 29                       |
| 34                       | ليزا كلاين               | 3                        |
| 35                       | هانا لودفيغ              | لم يكمل السباق           |
| 36                       | الكسيس ريان              | 21                       |

| موفيستار للسيدات ‏ MOV | موفيستار للسيدات ‏ MOV  | موفيستار للسيدات ‏ MOV |
| --------------------- | ---------------------- | --------------------- |
| م                     | عداء                   | مرتبة                 |
| 41                    | Emma Norsgaard (طريق)  | 8                     |
| 42                    | أود بيانيك             | لم يكمل السباق        |
| 43                    | Jelena Erić (cyclist) ‏ | 45                    |
| 44                    | أليسيا غونزاليس بلانكو | لم يكمل السباق        |
| 45                    | باربرا جوارشي          | لم يكمل السباق        |
| 46                    | شيلا جوتيريز           | لم يكمل السباق        |

| ليف ريسينغ ‏ LIV | ليف ريسينغ ‏ LIV   | ليف ريسينغ ‏ LIV |
| --------------- | ----------------- | --------------- |
| م               | عداء              | مرتبة           |
| 51              | لوت كوبيكي (طريق) | 4               |
| 52              | Valerie Demey ‏    | 47              |
| 53              | أليسون جاكسون     | 32              |
| 54              | Marta Jaskulska ‏  | 46              |
| 56              | Evy Kuijpers ‏     | 43              |

| Lidl–Trek (women's team) ‏ TFS | Lidl–Trek (women's team) ‏ TFS | Lidl–Trek (women's team) ‏ TFS |
| ----------------------------- | ----------------------------- | ----------------------------- |
| م                             | عداء                          | مرتبة                         |
| 61                            | Audrey Cordon-Ragot (طريق)    | لم يكمل السباق                |
| 62                            | أمالي ديديريكسن               | 16                            |
| 63                            | Lauretta Hanson ‏              | 51                            |
| 64                            | كلو هوسكينغ                   | 50                            |
| 65                            | شيرين فان أنروي               | لم يكمل السباق                |
| 66                            | تريكسي ووراك                  | لم يكمل السباق                |

| يو أي أيه تيم ‏ ALE | يو أي أيه تيم ‏ ALE  | يو أي أيه تيم ‏ ALE |
| ------------------ | ------------------- | ------------------ |
| م                  | عداء                | مرتبة              |
| 71                 | مارتا باستيانيلي    | 9                  |
| 72                 | Maaike Boogaard ‏    | 35                 |
| 73                 | يوجينة بوجاك        | 23                 |
| 74                 | Alessia Patuelli ‏   | لم يكمل السباق     |
| 75                 | Urša Pintar ‏ (طريق) | لم يكمل السباق     |

| FDJ–Suez ‏ FDJ | FDJ–Suez ‏ FDJ      | FDJ–Suez ‏ FDJ  |
| ------------- | ------------------ | -------------- |
| م             | عداء               | مرتبة          |
| 81            | Victorie Guilman ‏  | لم يكمل السباق |
| 82            | أوجيني دوفال       | 15             |
| 83            | إميليا فهلين       | 11             |
| 84            | Maëlle Grossetête ‏ | 19             |
| 85            | لورين كيتشن        | لم يكمل السباق |
| 86            | جادي فيل           | لم يكمل السباق |

| EF Education–Tibco–SVB ‏ TIB | EF Education–Tibco–SVB ‏ TIB | EF Education–Tibco–SVB ‏ TIB |
| --------------------------- | --------------------------- | --------------------------- |
| م                           | عداء                        | مرتبة                       |
| 91                          | إيفا بورمان                 | 25                          |
| 93                          | Tanja Erath ‏                | لم يكمل السباق              |
| 94                          | نينا كيسلر                  | لم يكمل السباق              |
| 95                          | كريستين فولكنر              | 31                          |
| 96                          | Eri Yonamine ‏               | 28                          |
| 97                          | ليا ديكسون ‏                 | لم يكمل السباق              |

| Ceratizit Pro Cycling ‏ WNT | Ceratizit Pro Cycling ‏ WNT | Ceratizit Pro Cycling ‏ WNT |
| -------------------------- | -------------------------- | -------------------------- |
| م                          | عداء                       | مرتبة                      |
| 101                        | Laura Asencio ‏             | لم يكمل السباق             |
| 102                        | فرانزيسكا بروس             | لم يكمل السباق             |
| 103                        | ماريا جوليا كونفالونيري    | 7                          |
| 104                        | Julie Norman Leth ‏         | 24                         |
| 105                        | Sarah Rijkes ‏              | لم يكمل السباق             |
| 106                        | Lea Lin Teutenberg ‏        | لم يكمل السباق             |

| جامبو فيسما للسيدات ‏ TJV | جامبو فيسما للسيدات ‏ TJV | جامبو فيسما للسيدات ‏ TJV |
| ------------------------ | ------------------------ | ------------------------ |
| م                        | عداء                     | مرتبة                    |
| 111                      | Nancy van der Burg ‏      | 20                       |
| 112                      | آنا هندرسون              | لم يكمل السباق           |
| 113                      | رومي كاسبر               | 30                       |
| 115                      | بيرنيل ماثيسين           | لم يكمل السباق           |
| 116                      | Karlijn Swinkels ‏        | 17                       |

| فالكار سيلانس ‏ VAL | فالكار سيلانس ‏ VAL   | فالكار سيلانس ‏ VAL |
| ------------------ | -------------------- | ------------------ |
| م                  | عداء                 | مرتبة              |
| 121                | إليسا بالسامو        | 12                 |
| 122                | كيارا كونسوني        | 48                 |
| 123                | Eleonora Gasparrini ‏ | 41                 |
| 124                | Vittoria Guazzini ‏   | 38                 |
| 125                | Silvia Persico ‏      | لم يكمل السباق     |
| 126                | Margaux Vigié ‏       | لم يكمل السباق     |

| لوتو بيليسول للسيدات ‏ LSL | لوتو بيليسول للسيدات ‏ LSL | لوتو بيليسول للسيدات ‏ LSL |
| ------------------------- | ------------------------- | ------------------------- |
| م                         | عداء                      | مرتبة                     |
| 131                       | Danique Braam ‏            | لم يكمل السباق            |
| 132                       | Alana Castrique ‏          | لم يكمل السباق            |
| 133                       | Lone Meertens ‏            | لم يكمل السباق            |
| 134                       | حنا نيلسون                | 42                        |
| 135                       | Elise vander Sande‏        | لم يكمل السباق            |
| 136                       | Jesse Vandenbulcke ‏       | 22                        |

| دروبز ‏ DRP | دروبز ‏ DRP        | دروبز ‏ DRP     |
| ---------- | ----------------- | -------------- |
| م          | عداء              | مرتبة          |
| 141        | Elizabeth Bennett‏ | لم يكمل السباق |
| 142        | إميلي موبيرج      | لم يكمل السباق |
| 143        | Elise Marie Olsen‏ | لم يكمل السباق |
| 144        | Finja Smekal‏      | لم يكمل السباق |
| 145        | April Tacey ‏      | لم يكمل السباق |
| 146        | Alice Towers ‏     | لم يكمل السباق |

| باركهوتل فالكنبورغ ‏ PHV | باركهوتل فالكنبورغ ‏ PHV | باركهوتل فالكنبورغ ‏ PHV |
| ----------------------- | ----------------------- | ----------------------- |
| م                       | عداء                    | مرتبة                   |
| 151                     | Mischa Bredewold ‏       | لم يكمل السباق          |
| 152                     | فيمكا ماركوس            | لم يكمل السباق          |
| 153                     | Marit Raaijmakers ‏      | لم يكمل السباق          |
| 155                     | Amber van der Hulst ‏    | 37                      |

| إن إكس تي جي ريسينغ ‏ NXG | إن إكس تي جي ريسينغ ‏ NXG | إن إكس تي جي ريسينغ ‏ NXG |
| ------------------------ | ------------------------ | ------------------------ |
| م                        | عداء                     | مرتبة                    |
| 161                      | Rozemarijn Ammerlaan ‏    | لم يكمل السباق           |
| 162                      | Cathalijne Hoolwerf ‏     | لم يكمل السباق           |
| 163                      | Julia Borgström ‏         | لم يكمل السباق           |
| 164                      | Amelia Sharpe ‏           | لم يكمل السباق           |
| 165                      | Catalina Soto ‏           | 44                       |
| 166                      | Emily Wadsworth ‏         | لم يكمل السباق           |

| دولتشيني فان إيك بروكسيموس ‏ DVE | دولتشيني فان إيك بروكسيموس ‏ DVE | دولتشيني فان إيك بروكسيموس ‏ DVE |
| ------------------------------- | ------------------------------- | ------------------------------- |
| م                               | عداء                            | مرتبة                           |
| 171                             | Mieke Docx ‏                     | لم يكمل السباق                  |
| 172                             | Christina Schweinberger ‏        | لم يكمل السباق                  |
| 173                             | Kathrin Schweinberger ‏ (طريق)   | 36                              |
| 174                             | Nicole Steigenga ‏               | 39                              |
| 175                             | Marieke de Groot ‏               | لم يكمل السباق                  |
| 176                             | Bryony van Velzen ‏              | 52                              |

| بنجوال شوفالمير ‏ CCT | بنجوال شوفالمير ‏ CCT | بنجوال شوفالمير ‏ CCT |
| -------------------- | -------------------- | -------------------- |
| م                    | عداء                 | مرتبة                |
| 181                  | Nathalie Bex ‏        | لم يكمل السباق       |
| 182                  | ديمي دي جونغ ‏        | لم يكمل السباق       |
| 183                  | ثاليتا دي جونج       | لم يكمل السباق       |
| 184                  | Claudia Jongerius‏    | لم يكمل السباق       |
| 185                  | Justine Ghekiere ‏    | لم يكمل السباق       |
| 186                  | ناتالي فان غوخ       | لم يكمل السباق       |

| أوتوجلاس ويترين ‏ MUL | أوتوجلاس ويترين ‏ MUL | أوتوجلاس ويترين ‏ MUL |
| -------------------- | -------------------- | -------------------- |
| م                    | عداء                 | مرتبة                |
| 191                  | Marijke de Smedt‏     | لم يكمل السباق       |
| 192                  | Lara Defour ‏         | لم يكمل السباق       |
| 193                  | Fien Delbaere ‏       | 40                   |
| 194                  | آن صوفي دويك         | لم يكمل السباق       |
| 195                  | Céline van Houtum‏    | لم يكمل السباق       |
| 196                  | Kylie Waterreus ‏     | 26                   |

## التصنيف العام النهائي
| التصنيف العام                          | التصنيف العام           | التصنيف العام | التصنيف العام      | التصنيف العام |
| العداء                                 | العداء                  | البلد         | الفريق             | الوقت         |
| -------------------------------------- | ----------------------- | ------------- | ------------------ | ------------- |
| 1                                      | ايمي بيترز              | هولندا        | SD Worx            | 3 س 13 د 53 ث |
| 2                                      | غريس براون              | أستراليا      | Team BikeExchange  | + 0 ث         |
| 3                                      | ليزا كلاين              | ألمانيا       | Canyon-SRAM Racing | + 4 ث         |
| 4                                      | لوت كوبيكي              | بلجيكا        | Liv Racing         | + 20 ث        |
| 5                                      | جولين ديهور             | بلجيكا        | SD Worx            | + 20 ث        |
| 6                                      | لورينا ويبيس            | هولندا        | Team DSM           | + 20 ث        |
| 7                                      | ماريا جوليا كونفالونيري | إيطاليا       | Ceratizit-WNT      | + 20 ث        |
| 8                                      | Emma Norsgaard          | الدنمارك      | Movistar Women     | + 20 ث        |
| 9                                      | مارتا باستيانيلي        | إيطاليا       | Alé BTC Ljubljana  | + 20 ث        |
| 10                                     | كريستين ماجروس          | لوكسمبورغ     | SD Worx            | + 23 ث        |
| مصدر: ProCyclingStats Cycling Quotient |                         |               |                    |               |

## وصلات خارجية
- الموقع الرسمي
- لمحة عن سباق نوكيري كورسي للسيدات 2021 على موقع  ProCyclingStats   (برو  سايكلنج  ستاتس) - إحصاءات  محترفي  الدراجات.
- نوكيري كورسي للسيدات 2021 على موقع إحصائيات الدراجات الإحترافية (الإنجليزية)